# Yvette Assael
Yvette Assael, später Lennon oder Assael-Lennon (* 1926/1927; † 14. Juli 2008 in Plainview, New York) war eine griechische Musikerin und Holocaustüberlebende.

## Leben
Yvette Assael war die jüngere Schwester von Lili Assael und wurde gemeinsam mit ihrer Schwester nach Auschwitz deportiert. Kurz nach der Gründung des Mädchenorchesters von Auschwitz trat sie gemeinsam mit ihrer Schwester im Mai 1943 dem Orchester bei. Sie spielte dort Kontrabass. Der psychische Druck der Musikerinnen war so groß, dass Assael bei der Ankunft neuer Transporte zu weinen anfing, was sie der Gefahr aussetzte, aus dem Orchester ausgeschlossen zu werden. Einmal wurde sie von einem SS-Mann dabei erwischt und wirsch mit der Drohung der Entlassung aus dem Orchester auf ihr „Vergehen“ aufmerksam gemacht. Bis zur Auflösung im Oktober 1944 blieb sie aber im Orchester und kam dann, wie die anderen jüdischen, ehemaligen Mitglieder des Mädchenorchesters, bis zur Befreiung des KZs nach Bergen-Belsen. Hier soll sie, ihre Schwester war durch einen Beinbruch gehandicapt, unter einem gewissen Schutz von Irma Grese gestanden haben.
Ihr Bruder Michel Assael (* 1918), ebenfalls ein Musiker und ehemaliges Mitglied des Männerorchesters von Auschwitz, überlebte, wie auch die beiden Schwestern, den Holocaust.
1947 heiratete Assael in Saloniki den ehemaligen britischen Soldaten James Lennon. Später wanderten sie erst nach London und dann in die USA aus. Hierher waren bereits Assaels Bruder Michel und ihre Schwester Lili emigriert.